# Ветлугина, Наталья Алексеевна
Ната́лья Алексе́евна Ветлу́гина (1909—1995) — советский учёный, теоретик дошкольного музыкального образования; доктор педагогических наук, заслуженный деятель науки РСФСР (1980).
Создала научную школу музыкального воспитания детей дошкольного возраста и заложила основы системы эстетического воспитания дошкольников. Автор многих работ, посвящённых дошкольному воспитанию, редактор и составитель многочисленных сборников.

## Биография
Родилась 6 июля (19 июля по новому стилю) 1909 года в селе Рышково Курского уезда Курской губернии. В 1910 году семья переехала в Москву, где Наталья окончила школу.

### Образование
Затем окончила Московский педагогический техникум им. Профинтерна (по специальности педагог-воспитатель детских садов) и музыкально-ритмическое отделение Физкультурно-ритмического техникума (по специальности преподаватель ритмики и физкультуры в средних учебных заведениях). В 1936 году, решив продолжить своё образование, поступила на музыкально-педагогический факультет Московской государственной консерватории им. П. И. Чайковского, получив только в 1944 году, из-за эвакуации консерватории в годы Великой Отечественной войны, квалификацию методист детского музыкального воспитания. Во время обучения в консерватории она познакомилась с В. Н. Шацкой, работавшей заместителем директора по художественной части, а затем исполнявшей в 1935—1939 годах обязанности директора Московской государственной консерватории.
В 1949 году защитила диссертацию на соискание учёной степени кандидата педагогических наук на тему «Система хорового обучения в дошкольных педагогических училищах», в 1967 году защитила докторскую диссертацию на тему «Музыкальное воспитание и развитие ребёнка».

### Деятельность
По окончании консерватории Наталья Ветлугина была приглашена на работу в научно-методический отдел дирижёрско-хорового факультета Московской государственной консерватории и в этом же году поступила в аспирантуру Института теории и истории педагогики Академии педагогических наук РСФСР (АПН РСФСР), которую окончила в 1947 году. Руководителем её кандидатской диссертации была Валентина Шацкая.
В 1947 году, ещё будучи аспирантом, пришла на работу в Институт художественного воспитания АПН РСФСР и начала работать в должности исполняющего обязанности старшего научного сотрудника; окончила работу в институте в 1960 году заведующим сектором художественного воспитания детей дошкольного возраста. В этом же году перешла вместе во вновь организованный Научно-исследовательский институт дошкольного воспитания Академии педагогических наук РСФСР, руководимый А. В. Запорожцем; возглавила лабораторию эстетического воспитания, профессор (с 1971 года). В числе её воспитанников — С. В. Акишев, А. И. Вайчене, И. Л. Дзержинская, А. И. Катинене, Л. Н. Комиссарова, Э. П. Костина, К. А. Линкявичус, О. П. Радынова, М. Л. Палавандишвили, А. И. Ходькова и другие.
Наряду с научной деятельностью занималась и общественной работой. Являлась председателем комиссии по музыкальному воспитанию Научно-методического совета при Министерстве просвещения СССР; членом Президиума Института эстетического воспитания при Педагогическом обществе РСФСР, экспертной комиссии Высшей аттестационной комиссии, экспертного совета по эстетическому воспитанию при Президиуме Академии педагогических наук СССР; председателем редакционного совета при редакции дошкольного воспитания издательства «Просвещение» и членом редакционного совета издательства «Музыка». Представляла Советский Союз на конгрессе Мировой организации по дошкольному воспитанию при ЮНЕСКО (Польша, 1977), была избрана членом Президиума дошкольной секции международной организации по музыкальному воспитанию детей и юношества.
Умерла в 1995 году в Москве.